# Joseph Greissing
Joseph Greissing, o Greising (Hohenweiler, 9 gennaio 1664 – Würzburg, 12 dicembre 1721), è stato un architetto tedesco.

## Biografia

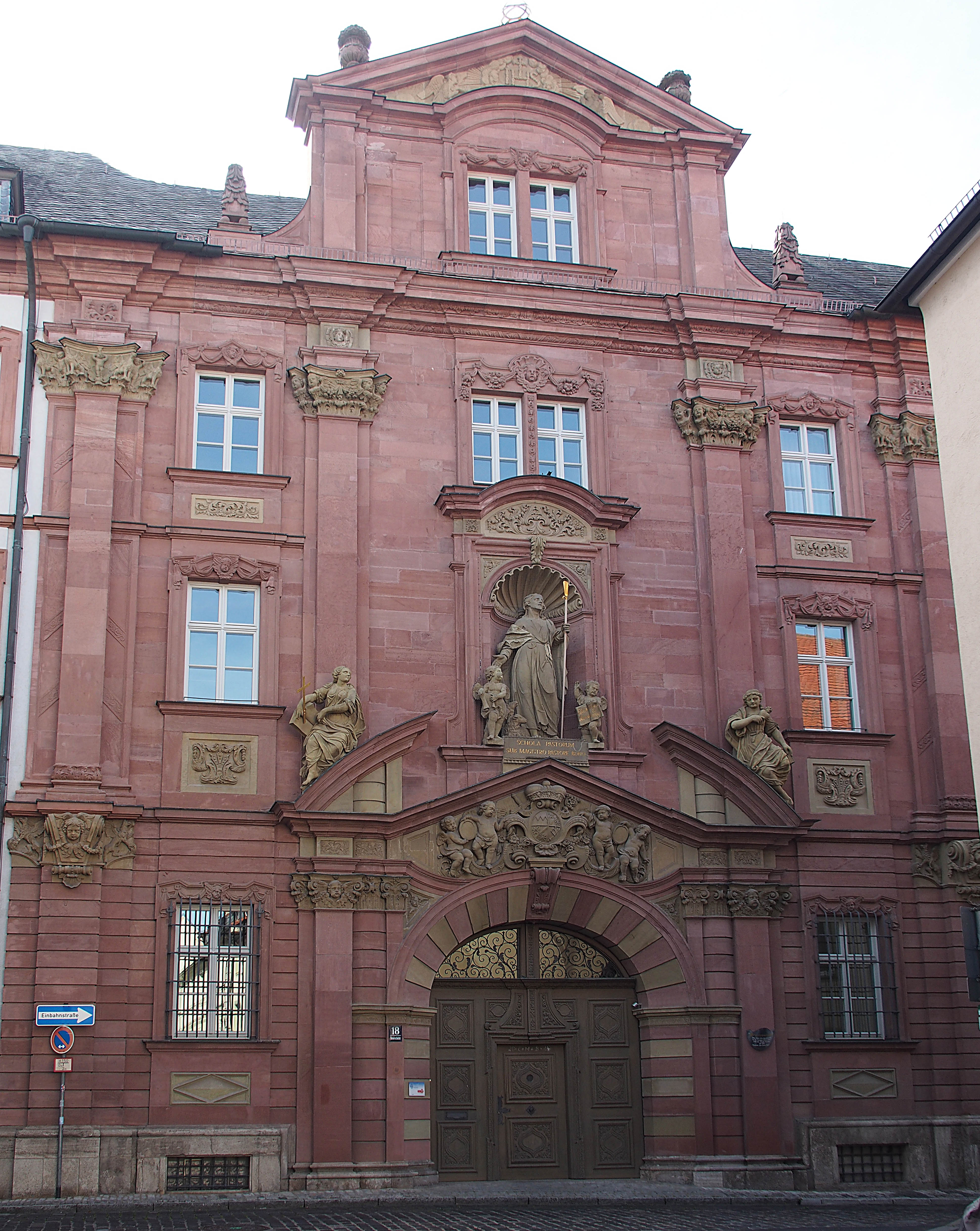
Seminario di Würzburg, 1716

Fu educato e formato in un ambito di carpentieri, e proprio grazie alla sua capacità di ricavare dalla lavorazione del legno spunti per affinare quei dettagli stilistici e quei gusti cromatici che, a partire dal periodo Barocco, risulteranno caratteristici della architettura nordica, venne considerato dagli storici dell'arte, uno dei più significativi e originali progettisti a cavallo tra il Seicento e il Settecento.
Ai suoi esordi si occupò della chiesa conventuale di Triefenstein, dell'Università di Würzburg e di Burkardroth.
Nei primi anni del Settecento realizzò un vasto progetto per lo Juliusospital a Würzburg e un padiglione da giardino nello stesso sito; nel 1708 lavorò per il tetto della chiesa di Ober-Enerheim; l'anno successivo si impegnò per la chiesa di Kleinkomburg e la cupola della cattedrale di Würzburg.
Tra le altre sue opere più significative sono da annoverare: l'ala settentrionale del seminario a Würzburg, il castello di Mainberg e il convento di Ebrach.
Gli vengono attribuiti vari altri lavori, dei quali però non esistono documenti che attestino certezze sulla paternità costruttiva.

## Opere principali
- Castello di Ebenhausen;
- Talkirche in Münnerstadt;
- Chiesa parrocchiale cattolica Santa Croce Bad Kissingen-Hausen;
- Chiesa parrocchiale cattolica San Bonifacio in Rannungen;
- Castello in Elfershausen;
- Conversione della chiesa Neumünster di Würzburg;
- Nuovo municipio di Haßfurt;
- Nuova costruzione della chiesa collegiata di San Nicola vicino al monastero Comburg in Schwäbisch Hall, (1706-1715);
- Amtshaus in Mainberg, (1708-1710);
- Municipio Friesenhäuser Schloss in Giebelstadt, (1709);
- Castello di Trappstadt, (1710);
- Ampliamento della chiesa di pellegrinaggio sul Berg Einkorn, (1710);
- Ala nord del seminario di Würzburg, (1715-1719);
- Castlello Burgpreppach in Burgpreppach, (1716-1730);
- Cortile della abbazia cistercense di Ebrach nello Steigerwald, (1716-1721);
- Peterskirche a Würzburg, (1717-1720);
- Rückermainhof a Würzburg, (1717-1723).